# Агрініон
Агрі́ніон (грец. Αγρίνιο) — місто на заході Греції, найбільше місто і фінансовий центр нома Етолія і Акарнанія. Біля міста розташовано військове летовище — Летовище Агрініо.
Місто достатньо стародавнє і було засноване майже за чотири століття до нашої ери ще грецьким царем Агрієм, на честь якого і було назване. Пізніше територія була завойована Османською імперією. Після звільнення Греції в 1832 році місту надали статус адміністративного центру.
Основний економічний розвиток Агрініону почався із закінченням Другої світової війни, після того, як тут була побудована дамба. Проте, місто розташоване в сейсмічно активній зоні і кілька разів зазнавало серйозних руйнувань в результаті землетрусів.